# 放熱グリス

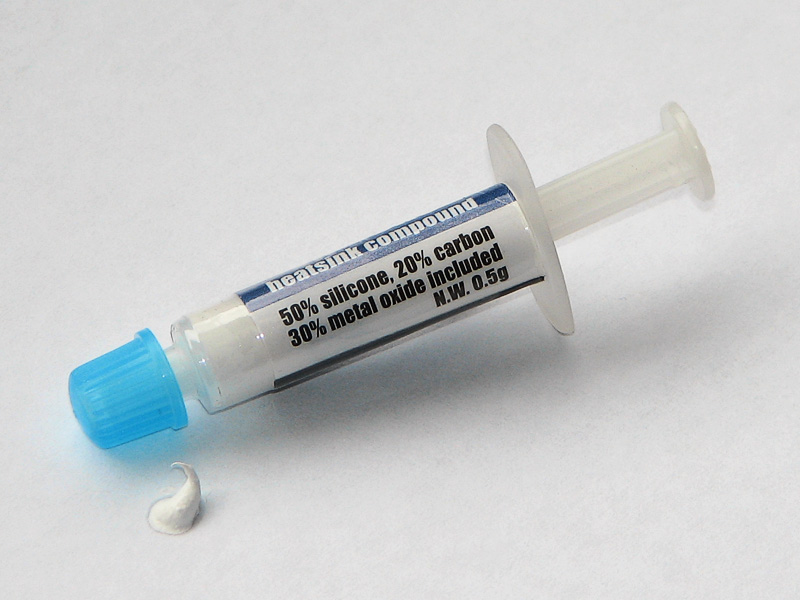
シリンジに封入された放熱グリス

放熱グリス（ほうねつグリス）は、電気機器等の冷却において、接触面の熱伝導の促進用に使われるグリース。モーターや、パワートランジスタ・マイクロプロセッサ等の発熱する電子部品等と、それらの冷却用のヒートシンク等との隙間を埋めるように利用し、空間を存在させないようにすることで、空間によって熱抵抗が高くなることを防ぐ。

## 概要
理想的には、接合が発生するほどに両者の界面を分子レベルで完全な鏡面として接合してしまえば熱も直接に伝わるが、普通の接触面には微細な空気層が出来てしまう。空気は熱伝導性が低いため、何も対策を行わない場合、放熱性能は著しく劣化してしまう。グリスのような高粘度の液体は、そういった微細な隙間を埋めるのに適切であるため専ら使用される。この目的には、さらに伝熱性を向上させる目的で、熱伝導性の高い粒子を混ぜ込んだグリスが利用されることも多く、そういったグリスを分類して特に指す呼称として「熱伝導グリス」などと呼ばれることもある。

## 組成
ベースとなるのは、常温からある程度の高温まで、粘度の変化が少ない変性シリコーン等のグリスである。このグリスに、熱伝導率の高い金属あるいは金属酸化物の粒子（フィラー）を混ぜ込んだようなものが多い。
粒子として主に用いられるのは銅や銀、アルミ等の他に、アルミナや酸化マグネシウム、窒化アルミニウムなども用いられる。これらの単体、もしくは混合物を、それらの粒子直径に見合った分散方法を用いて分散させる。
塗布直後は適度な粘度を維持しても、使用後時間が経過すると劣化し硬化することがある。そのため固形化したグリスに、接合する材質の線膨張係数の差によって亀裂が入る場合があり、伝導特性が低下する場合がある。

## 使用方法

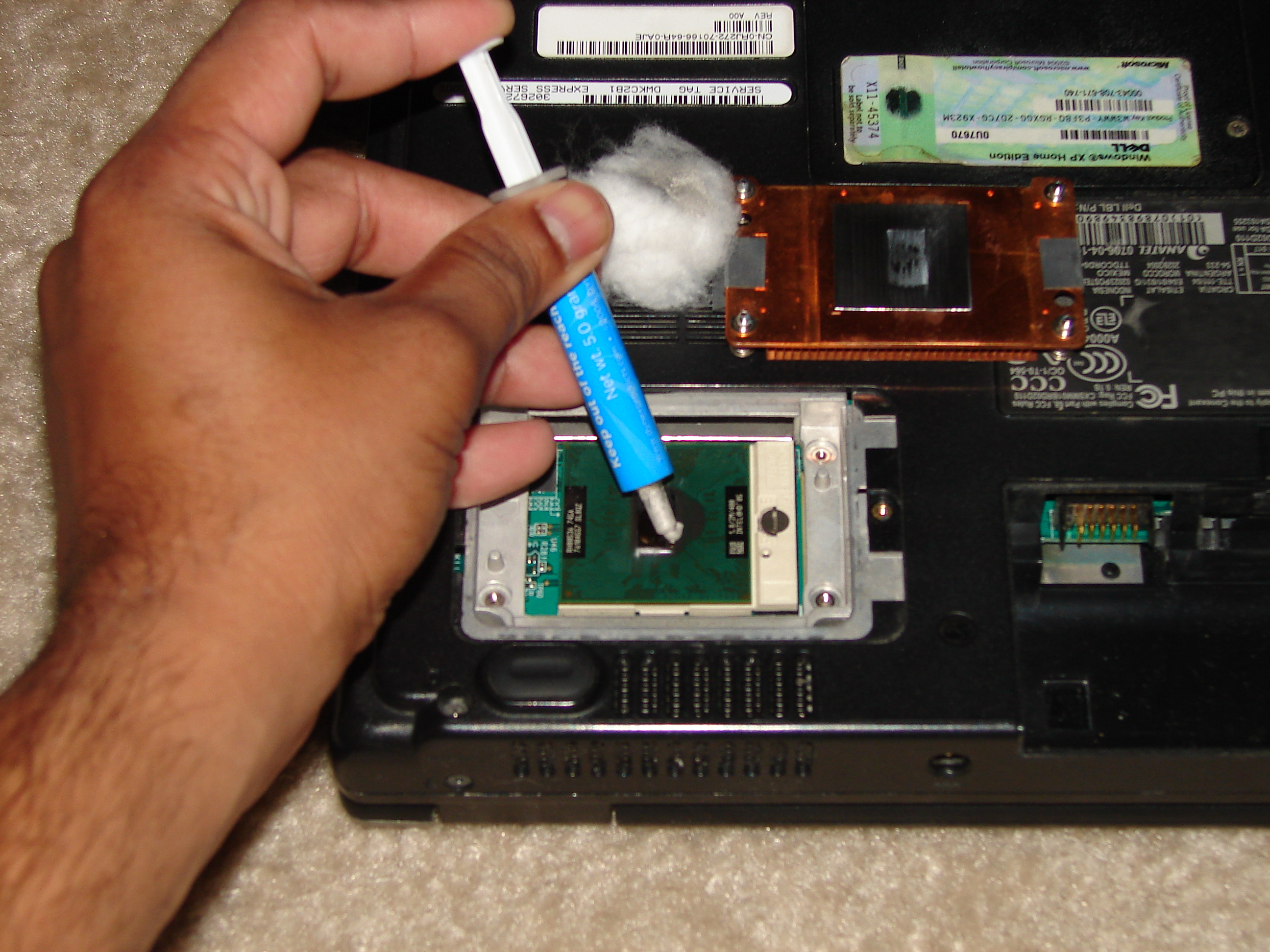
放熱グリス塗布作業の様子

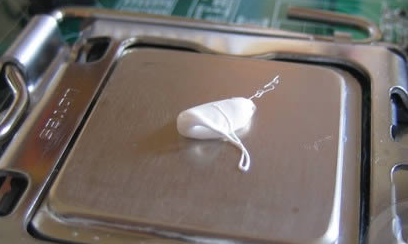
CPU中央に豆粒大のグリスを置いた状態

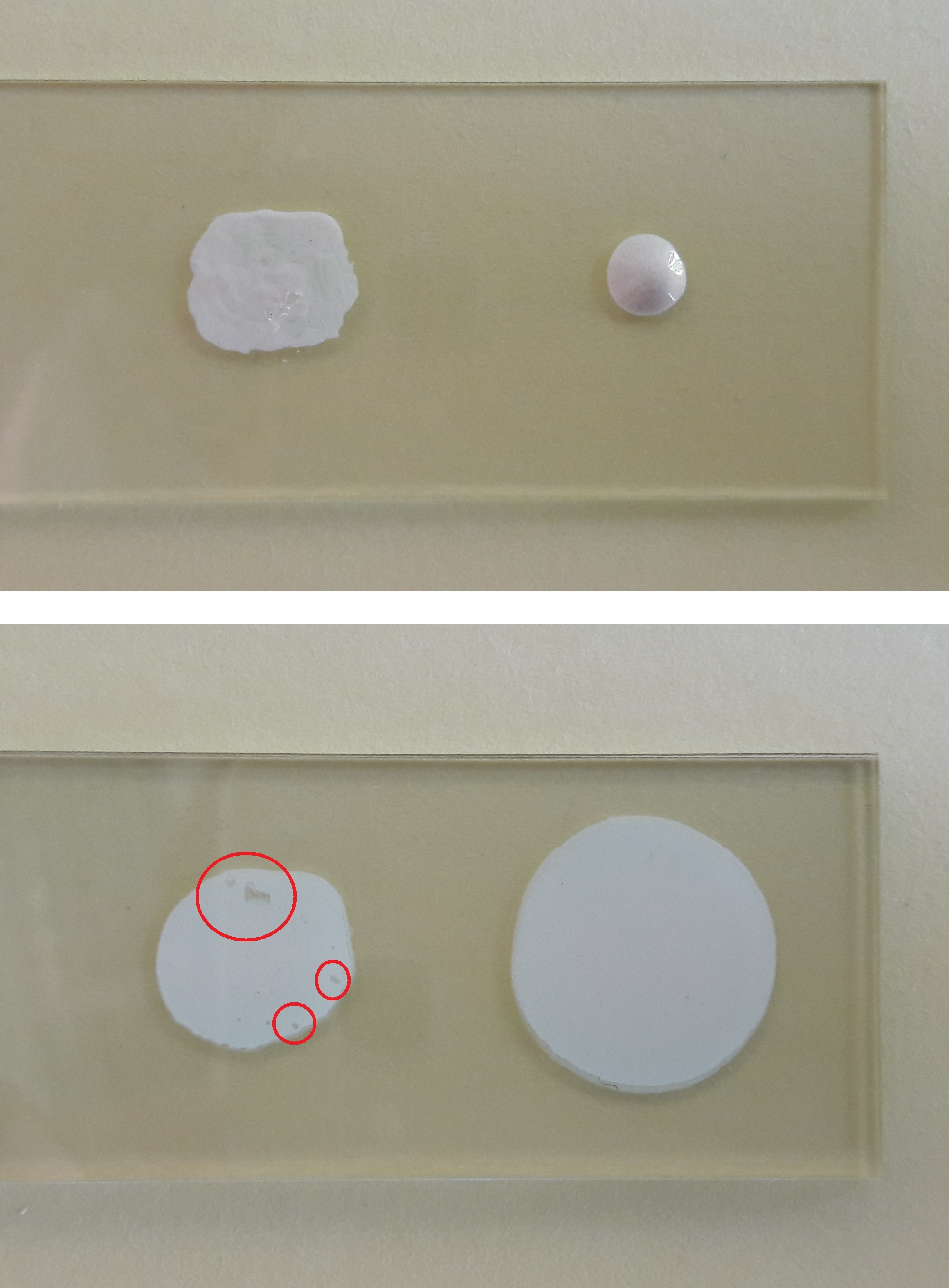
左はグリスをある程度塗り広げた状態で、右は豆粒大に置いた状態で圧着したもの。左は圧着後に空洞部分が生じてしまったのに対し、右はグリスが均一に伸びている。

使用効果を上げるには塗布方法が重要である。成分などからグリス自体の熱伝導率を吟味選定した場合でも、塗布方法が不適切であれば十分な効果は得られない。
一般的な放熱グリスの使用方法は次のとおり。
1. 部品の表面と放熱器の表面をきれいに保つ。
シリコン表面の研磨は、粒径100nm以下のダイヤモンドや炭化ケイ素の粒子を含有したペーストで行う。一般にはダイシングの前に行っておく。放熱器はアルミや銅で出来ているため、空気中では瞬時に表面酸化が起きるため、以下の作業は窒素パージした環境中で行う。
2. 部品あるいは放熱器の接合部に、放射状に塗布する。
X字に塗布するケースが多い。シリンジからの塗布では、ニードルを用い、定圧の得られるディスペンサーで行う。プログラムによって一定量の塗布を行うロボットディスペンサーを用いるのが一般的である。
インテルではCPUの場合、中央部に豆粒・米粒大のグリスを塗布し、ヒートシンクを抑える力で広げることを推奨している[1]。
3. 部品と放熱器を接続。
一般には上下を押さえつけるだけだが、特に高温が想定される自動車用途などでは、低温リフローによって確実な密着を確保する場合がある。

## 主要製造メーカー
- 信越化学工業
- ダウコーニング
- タイカ